# Brian Holland
Brian Holland (Detroit, 15 febbraio 1941) è un cantautore e produttore discografico statunitense, membro della Holland-Dozier-Holland, all'origine dei successi della Motown e di artisti come Martha and the Vandellas, The Supremes, The Four Tops e The Isley Brothers. Holland, insieme a Lamont Dozier, fu attivo come arrangiatore e produttore.
Holland ebbe anche una carriera artistica autonoma, che visse alterni momenti di successo. Pubblicò un disco personale nel 1958 con lo pseudonimo di "Briant Holland", e qualche anno più tardi (1960-62) divenne membro del gruppo della Motown chiamato The Satintones, oltre a partecipare a The Rayber Voices, un quartetto di supporto a molti artisti della Motown.
Insieme a Lamont Dozier, con il nome "Holland-Dozier", pubblicò un singolo nel 1963, sempre per la Motown.
Rimase poi fuori dall'attività fino alla metà degli anni '70, quando pubblicò diversi successi R&B.